# Didier Dinart
Didier Dinart (Pointe-à-Pitre, 18. siječnja 1977.) je bivši francuski rukometni reprezentativac i jedan od najboljih obrambenih igrača na svijetu.

### Klupska karijera
Profesionalnu karijeru počeo je u francuskom klubu Dijon Bourgogne HB. Prije prelaska u Ciudad Real, igrao je i za trenutno najbolji francuski rukometni klub Montpellier HB. Pet puta je sa svojim klubom osvajao naslov prvaka Francuske i jednom naslov prvaka Španjolske. Ima i naslove pobjednika rukometne lige prvaka iz 2003., 2006. i 2008. godine.

### Reprezentativna karijera
Za reprezentaciju francuske debitirao je 1996. godine, s kojom ima osvojen i naslov olimpijskog (Peking 2008.), dva svjetskog (Francuska 2001., Hrvatska 2009.) i dva europska (Švicarska 2006.,Austrija 2010.). Ima i dvije brončane medalje sa svjetskih prvenstava u Portugalu 2003. i Tunisu 2005.